# Adolph Peyron
Adolph Peyron, född den 3 oktober 1823 i Stockholm, död där den 15 maj 1907, var en svensk köpman och politiker.
Adolph Peyron var son till vicekonsuln och grosshandlaren Claes Peyron samt brorson till Eduard August Peijron och Gustaf Peyron den äldre. Efter studier vid handelsinstitutet i Lübeck var han verksam som grosshandlare i Stockholm 1852–1885, och ägde även Nyholm i Uppland. Peyron var konsul för Belgien i Stockholm 1848–1860. Han var ledamot av första kammaren 1870–1888, invald i Stockholms stads valkrets. Peyron är begravd på Norra begravningsplatsen utanför Stockholm.